# Companhia Brasileira de Metalurgia e Mineração
A Companhia Brasileira de Metalurgia e Mineração (CBMM) é uma empresa privada brasileira de  mineração, metalurgia e tecnologia líder mundial em seu campo de atuação, com sede em Araxá, no estado de Minas Gerais, que tem como foco o desenvolvimento de tecnologias e produtos do nióbio. Fundada em 1955, a empresa é controlada desde 1965 pela família Moreira Salles, ex-proprietários do antigo conglomerado Unibanco, e principais acionistas individuais do atual Itau-Unibanco. Desde  2011 tem participação acionária também de investidores chineses (15%) e de um consórcio de empresas japonesas e sul-coreanas (15%).
A CBMM é líder mundial na comercialização de produtos de nióbio, produzido a partir de uma mina de pirocloro (matéria-prima para produção de nióbio) em Araxá.
Segundo dados de 2019, a CBMM produziu 110.000 toneladas métricas anuais de produtos de nióbio, capacidade essa que está prevista para ser aumentada para 150.000 toneladas a partir do final de 2020. A CBMM foi a primeira empresa de mineração e metalurgia no mundo a obter a certificação ISO 14001.
Os produtos de nióbio da CBMM são vendidos para mais de 50 países. A companhia tem a sede administrativa e corporativa de vendas, finanças, tecnologia, comunicação e marketing em São Paulo, subsidiárias e escritórios de vendas na região de Pittsburgh (principal centro da siderurgia norte-americana), Amsterdã, Shanghai, Pequim e Singapura, além de centros logísticos e distribuidores na Suécia, Espanha, Itália, Canadá, Índia e Japão. A CBMM também tem uma subsidiária de tecnologia em Genebra, a CBMM Technology Suisse.

## Controle acionário
A família Moreira Salles é acionista majoritária e controladora da CBMM desde 1965. O controle da companhia se dá 30% através do Grupo Moreira Salles e 40% através do family office Brasil Warrant Gestão de Investimentos (BWGI), que pertence integralmente aos quatro irmãos Fernando, Pedro, João e Walter, totalizando 70% do controle da CBMM em posse da família.
Em 2011 um consórcio de empresas, privadas e governamentais, do Japão e da Coreia do Sul adquiriram 15% de participação da CBMM por US$1,8 bilhão. Sendo constituída uma empresa para fins especiais (SPC) sul-coreana com 5%, formada pela POSCO e National Pension Service (NPS). E duas empresas para fins especiais (SPC) japonesas com 10%, formadas pela JFE Steel Corporation (JFE), Nippon Steel Corporation (NSC), Sojitz Corporation (Sojitz) e Japan Oil, Gas and Metals National Corporation (JOGMEC).
Ainda em 2011, um grupo de empresas chinesas formadas pela CITIC Group, Anshan Iron & Steel Group, Baosteel Group Corporation, Shougang Group e Taiyuan Iron & Steel Group adquiriram também 15% de participação da CBMM por US$1,95 bilhão.
A Codemig, empresa estatal mineira que detém um direito mineral de pirocloro em Araxá, recebe 25% do lucro líquido de toda a operação de comercialização do nióbio já industrializado, incluindo 25% do lucro líquido das subsidiárias na Suíça, nos Estados Unidos, nos Países Baixos e em Singapura.